# Eliseo Peña Villalón
José Eliseo Peña Villalón (Ovalle, 14 de junio de 1869-¿?) fue un profesor y político chileno, miembro del Partido Radical Socialista (PRS), del cual fue fundador y primer presidente. Se desempeñó como diputado desde 1926 hasta 1930 y, luego como ministro de Estado durante la llamada "República Socialista de Chile", presidida por Carlos Dávila entre julio y agosto de 1932.

## Familia y estudios
Nació en la comuna chilena de Ovalle el 14 de junio de 1869, hijo de Manuel Peña y de Francisca Villalón. Se casó con Laura Abos-Padilla. Realizó sus estudios primarios en el Liceo y los secundarios en el Seminario de La Serena. Luego, ingresó a cursar los superiores en el Instituto Pedagógico de la Universidad de Chile, titulándose como profesor de Estado en historia y geografía en 1895.

## Carrera profesional
En ámbito profesional, fue profesor, vicerrector y rector del Liceo de La Serena. Asimismo, fue el fundador y presidente de la «Asociación Provincial de Educación de Coquimbo».
Entre otras actividades, fue autor de un Programa de Historia y Geografía y de Antigüedades Coquimbanas. Accionista y director de varias compañías mineras.
Fundó el Centro Provincial Sport Coquimbo y los Boy Scouts de La Serena, actuando como presidente de este último. Fue además, miembro de la «Sociedad Científica del Puerto de Cádiz», España; y de la «Sociedad Científica de Chile»; y socio de la «Asociación General de Profesores de Chile» (predecesora del Colegio de Profesores).

## Trayectoria política
Militó en el Partido Radical Socialista (PRS), donde fue su organizador y primer presidente, en 1931, año en que éste se fundó.
En las elecciones parlamentarias de 1925, fue elegido como diputado, por la 4.ª Circunscripción Departamental de; La Serena, Coquimbo, Elqui, Ovalle, Combarbalá e Illapel, por el período legislativo 1926-1930. Fue diputado reemplazante en la Comisión Permanente de Relaciones Exteriores; y en la de Educación Pública.
Integró una de las Juntas de Gobierno de la República Socialista, junto a Carlos Dávila Espinoza, como presidente y Pedro Nolasco Cárdenas Avendaño, Junta que funcionó desde el 30 de junio al 8 de julio de 1932.
En este mismo período, pero durante la presidencia provisional de la República Socialista, de Carlos Dávila Espinoza, fue nombrado ministro de Tierras y Colonización, ejerciendo desde el 8 de julio al 1 de agosto de 1932. Paralelamente, fue nombrado ministro del Interior, cargo que ejerció simultáneamente al anterior entre el 13 de julio hasta el 1 de agosto también, del mismo año.